# Moscheea Albastră din Istanbul
Moscheea Albastră, cunoscută oficial ca Moscheea Sultanului Ahmed (în limba turcă Sultan Ahmet Camii) este o moschee din Istanbul, Turcia. Este unul dintre cele mai importante lăcașuri de cult islamice din oraș, alături de Marea Moschee Ayasofya și totodată, una dintre principalele atracții turistice din Istanbul.

## Istoric
Moscheea Albastră din Istanbul a fost construită între anii 1609 și 1616, în timpul domniei sultanului Ahmed I, de către arhitectul Mehmet Ağa, format la școala arhitectului Mimar Sinan, cel mai renumit arhitect al Turciei.
Ahmed I a decis construirea clădirii din dorința de a ridica în Istanbul o moschee care să îi poarte numele, dar și care să concureze sau chiar să depășească în măreție cea mai importantă moschee din oraș la acea vreme, Hagia Sophia. Se pare că dorința de reușită a sultanului era atât de mare încât a și ordonat execuția unui arhitect înainte de a îi acorda lui Mehmet Ağa responsabilitatea proiectului.
Lucrările au început în luna august 1606, fiind inaugurate de însuși Ahmed I. Detaliile constucțiilor sunt meticulos descrise într-o serie de opt volume care se află acum în biblioteca Palatului Topkapî. Ceremoniile de deschidere au fost ținute în anul 1617, sultanul reușind în acest ultim an al vieții sale să participe la acestea, rugându-se în loja imperială din cadrul moscheii. Finalizarea lucrărilor a avut însă loc mai târziu, în timpul aceluiași an, actele finale fiind semnate de succesorul lui Ahmed, Mustafa I.
Ridicarea moscheii a stârnit numeroase controverse la vremea respectivă. Tradițional, astfel de clădiri (moschei, palate sau alte clădiri publice) erau construite din bani obținuți ca pradă de război, pentru a comemora anumite victorii importante. Însă, deoarece nu avusese astfel de victorii seminificative, Ahmed a fost primul sultan nevoit să procure suma necesară din fondurile statului, stârnind astfel furia inițiațiilor în teologie și drepturi divine. De asemenea, nu numai proveniența banilor a adus controverse, ci, conform istoricului Mustafa Ali, însuși numărul lor. Suma era considerată mult prea mare de către populația turcă a acelor vremuri, în condițiile în care zonele sărace ale orașului erau deseori neglijate.
Moscheea Albastră a fost reprezentată pe reversul bancnotei cu valoare de 500 de lire turcești, apărută între anii 1953-1976 .

## Arhitectură
Moscheea lui Ahmed I, cunoscută în toată lumea ca Moscheea Albastră din Istanbul, datorită celor aproximativ 21.000 de panouri interioare de faianță  în majoritate de culoare bleu, este impresionantă prin mărime. Astfel, clădirea are o capacitate de 10.000 de persoane, are 260 de ferestre, și adăpostește o școală religioasă, un spital, un caravanserai și o cantină gratuită.
Ridicată la începutul secolului al XVII-lea, Moscheea Albastră este considerată a fi ultima mare moschee construită în perioada clasicismului otoman.
Se pare că Mehmet Ağa a făcut, înainte de a concepe planul construcției, un tur al monumentelor otomane importante. Astfel că, din punct de vedere arhitectural, caracterul clădirii incorporează o serie de idei ale arhitecților care l-au precedat, îndeosebi cele ale lui Sinan. În ceea ce privește partiționarea spațiului, se observă o similaritate cu cea a Moscheii Șehzade, proiectată de Sinan, iar curtea interioară din fața corpului principal al complexului este de asemenea o idee des regăsită în planurile lui Sinan.

### Exteriorul
Mehmet Ağa a folosit mari cantități de materiale de construcție pentru ridicarea Moscheii Albastre, în special piatră și marmură. Urmând planul Moscheii Ṣehzade din Istanbul, prima lucrare la scară largă a lui Sinan, arhitectul a decis ca viitoarea construcție să cuprindă un corp principal, în formă de roză cu patru ramuri și o spațioasă curte interioară. Corpul central avea să aibă ca acoperiș un sistem de domuri și semi-domuri, fiecare susținute de trei exedre. Elementul central al sistemului este însă domul principal, cu înălțimea de 43 metri în punctul central și diametrul de 23,5 metri. Întregul sistem de domuri este susținut de patru stâlpi masivi, care amintesc de cei ai Moscheii Selimiye din Adrianopol, o altă contrucție proiectată de Sinan. 
Minaretele (turnurile de lângă moschee) sunt în număr de șase, când de fapt ele ar fi trebuit sa fie patru. Se spune că sultanul i-a spus arhitectului că el vrea ca minaretele să fie din aur. Din cauza unei confuzii, arhitectul a înțeles în loc de cuvântul aur (altın) să fie în număr de șase (altı). Acest lucru a stârnit controverse deoarece nu mai existaseră până atunci o moschee otomană cu șase minarete. Învățații musulmani s-au arâtat nemulțumiți deoarece Moscheea Sfântă din Mecca avea tot șase minarete, crezând despre sultan că a încercat să pună pe picior de egalitate cele două locașuri, cea ce nu era posibil. Pentru a rezolva aceste probleme Ahmad I a ordonat construirea celui de-al șaptelea minaret la Mecca. După acest eveniment s-au construit și alte moschei cu șase minarete, în toată Turcia existând patru, celelalte trei fiind Moscheea Verde Tașoluk din cartierul Arnavutköy din Istanbul, Moscheea Sabanci Merkez din Adana și Moscheea Muğdat din Mersin. Minaretele Moscheii Albastre au o înălțime de 64 de metri.
Fațada este similară cu cea a Moscheii Suleymaniye din Istanbul. Curtea interioară are aproximativ suprafața corpului principal, fiind înconjurată de o serie de arcade cu boltă (revak).
În centrul curții interioare se află o fântână hexagonală, relativ mică față de dimensiunile curții. Poarta mare a curții, diferită din punct de vedere arhitectural de restul arcadelor, cuprinde un semi-dom cu structură de stalactită și un dom de dimensiuni mici. 
În cadrul intrării din partea de vest a curții se află un lanț masiv de fier, așezat astfel încât sultanul, singura persoană care avea dreptul de a intra în curtea moscheii pe cal, să fie nevoit să își plece capul de fiecare dată când avea să între în moschee. Gestul avea un rol simbolic, de smerenie a conducătorului în fața divinității.

## Galerie de imagini

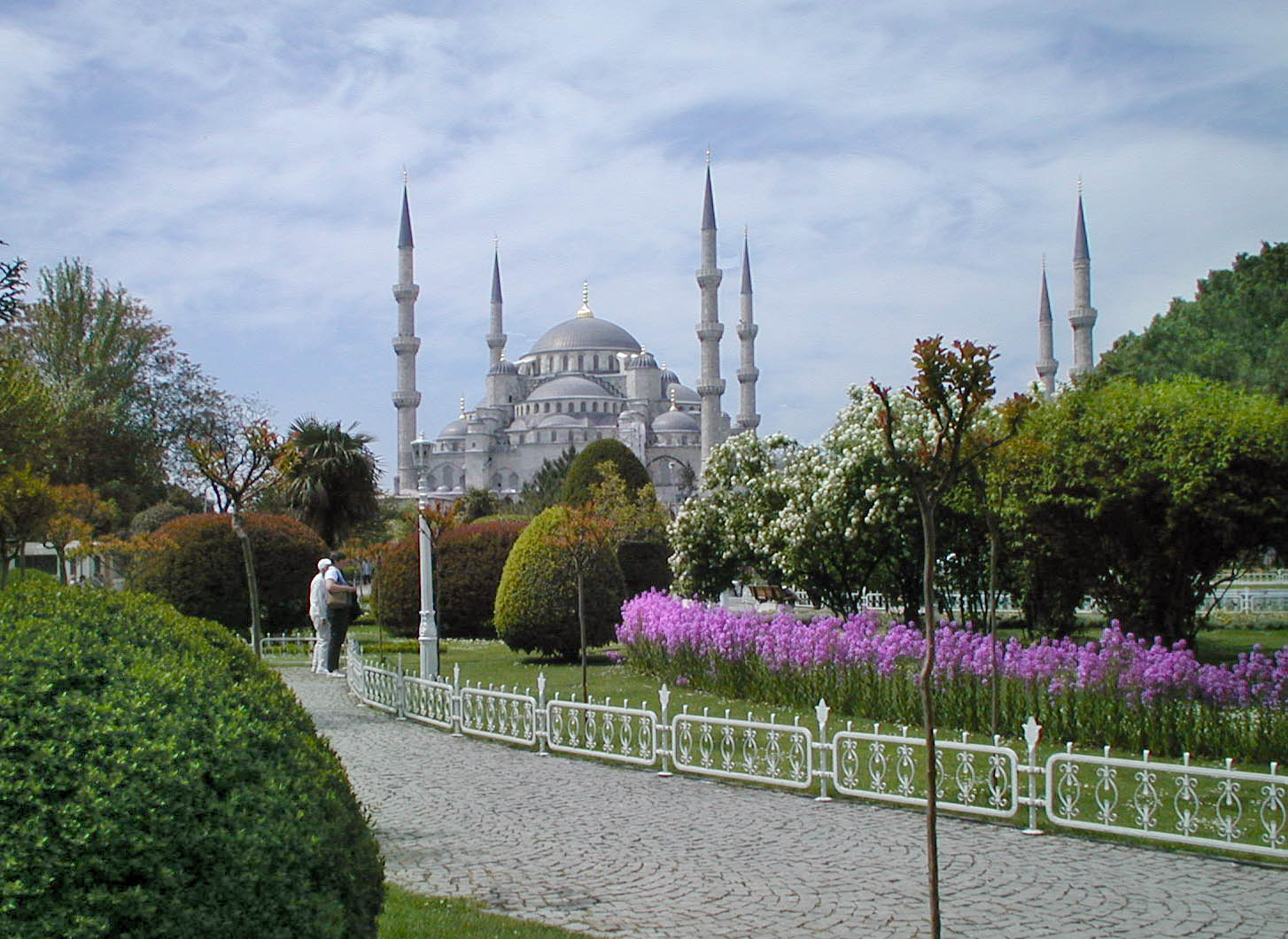
Moscheea Albastră
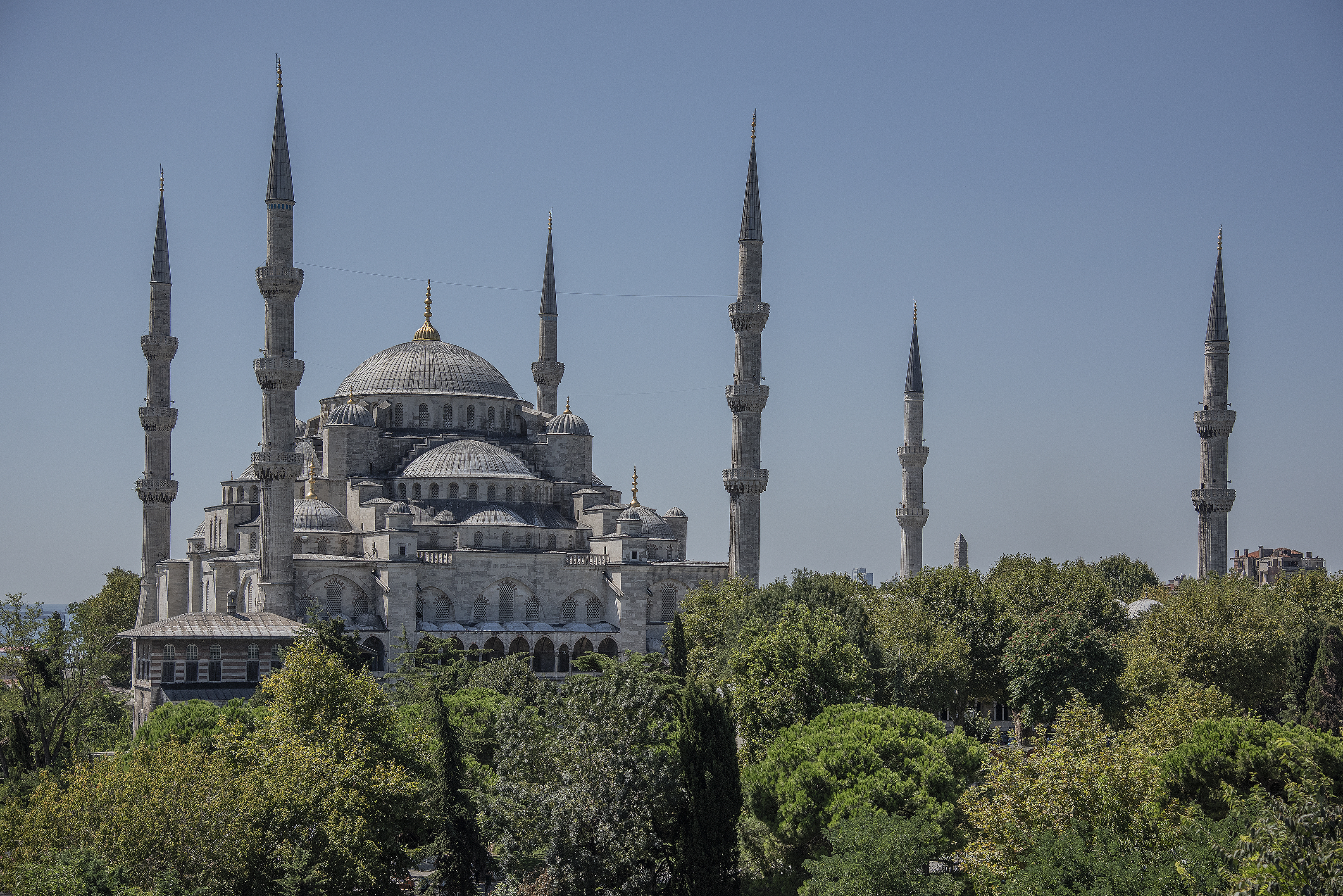
Moscheea Albastră, vedere în amurg
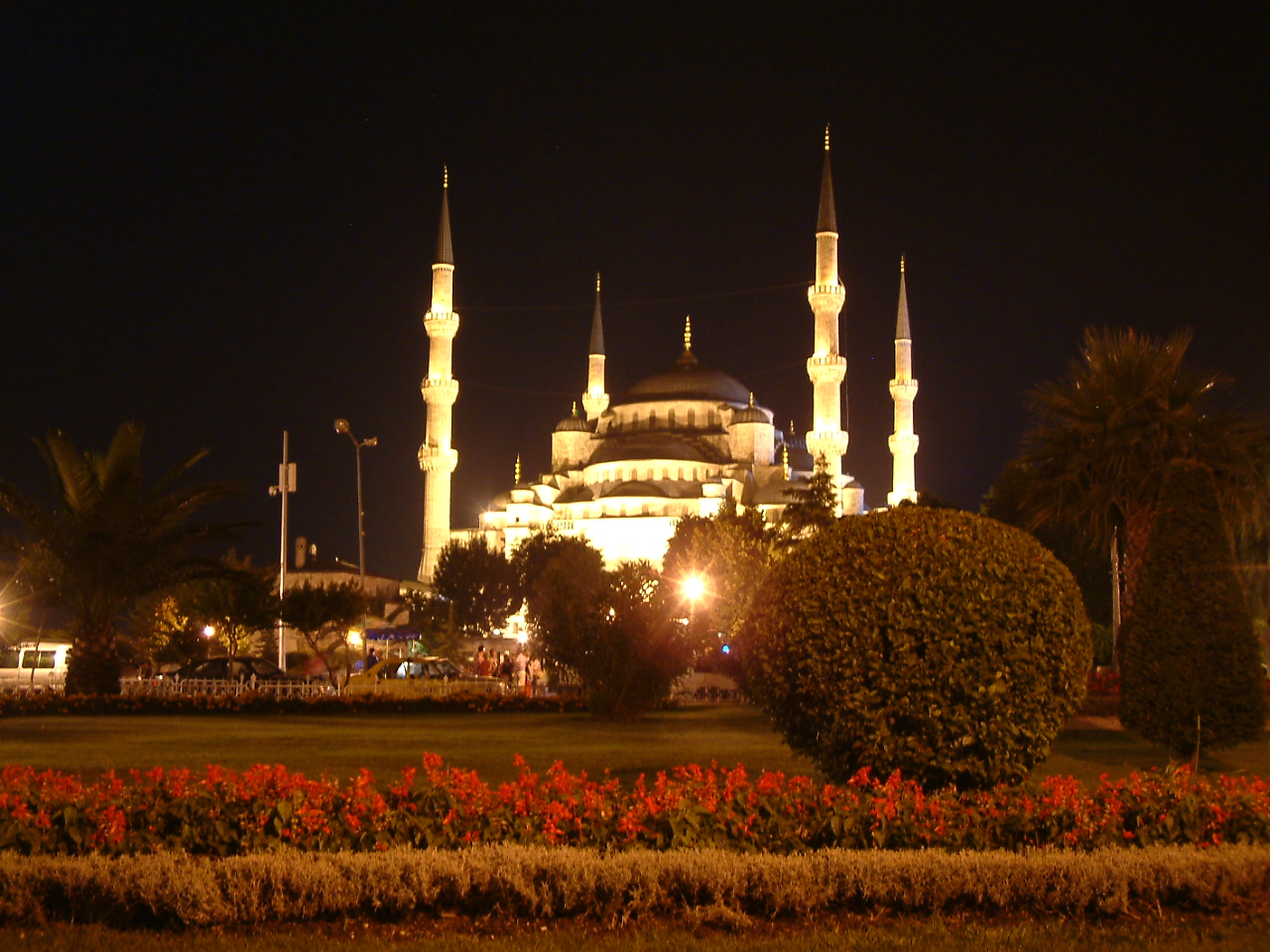
Moscheea Albastră, vedere nocturnă
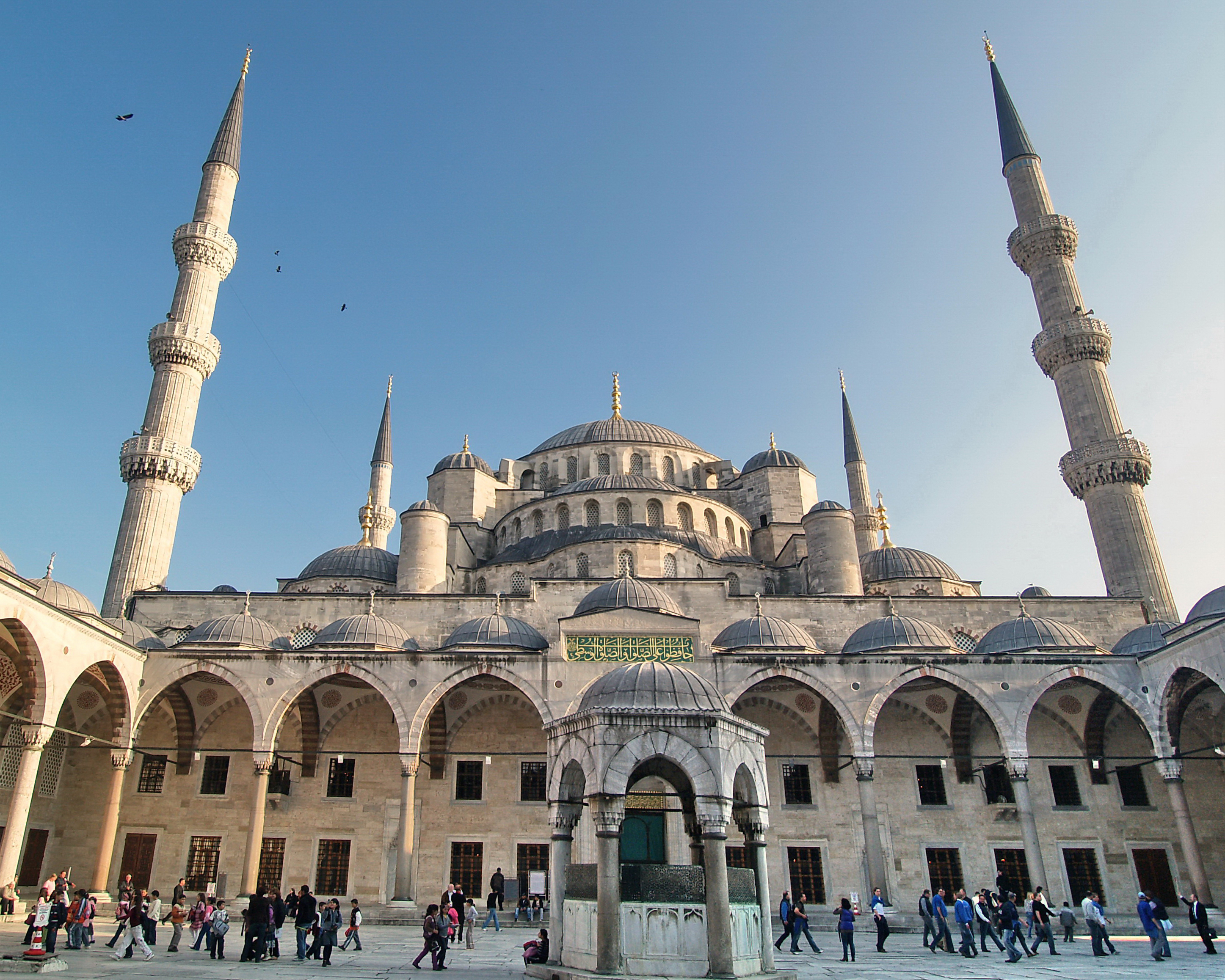
Vedere din curtea interioară
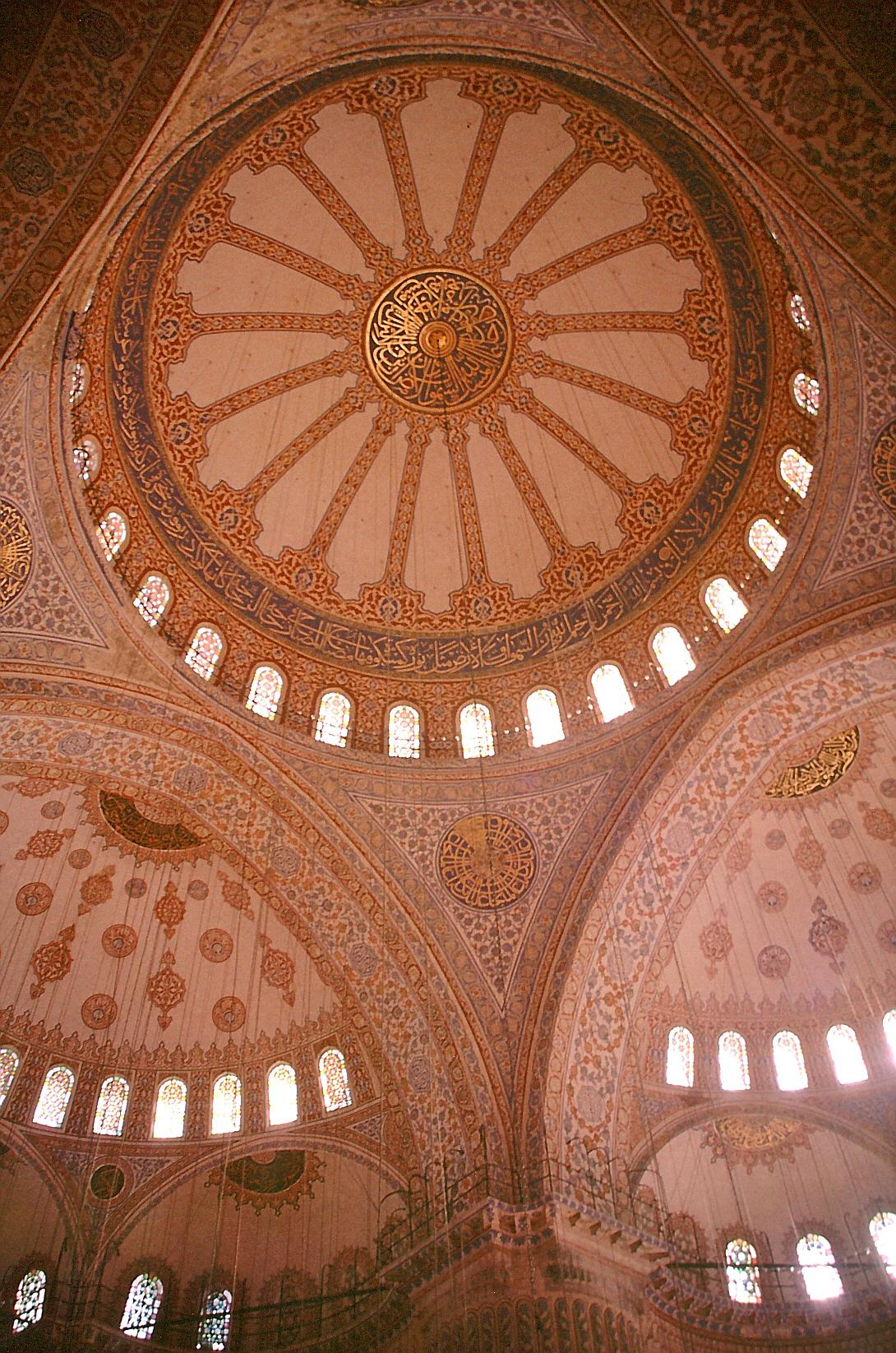
Domul, vedere interioară
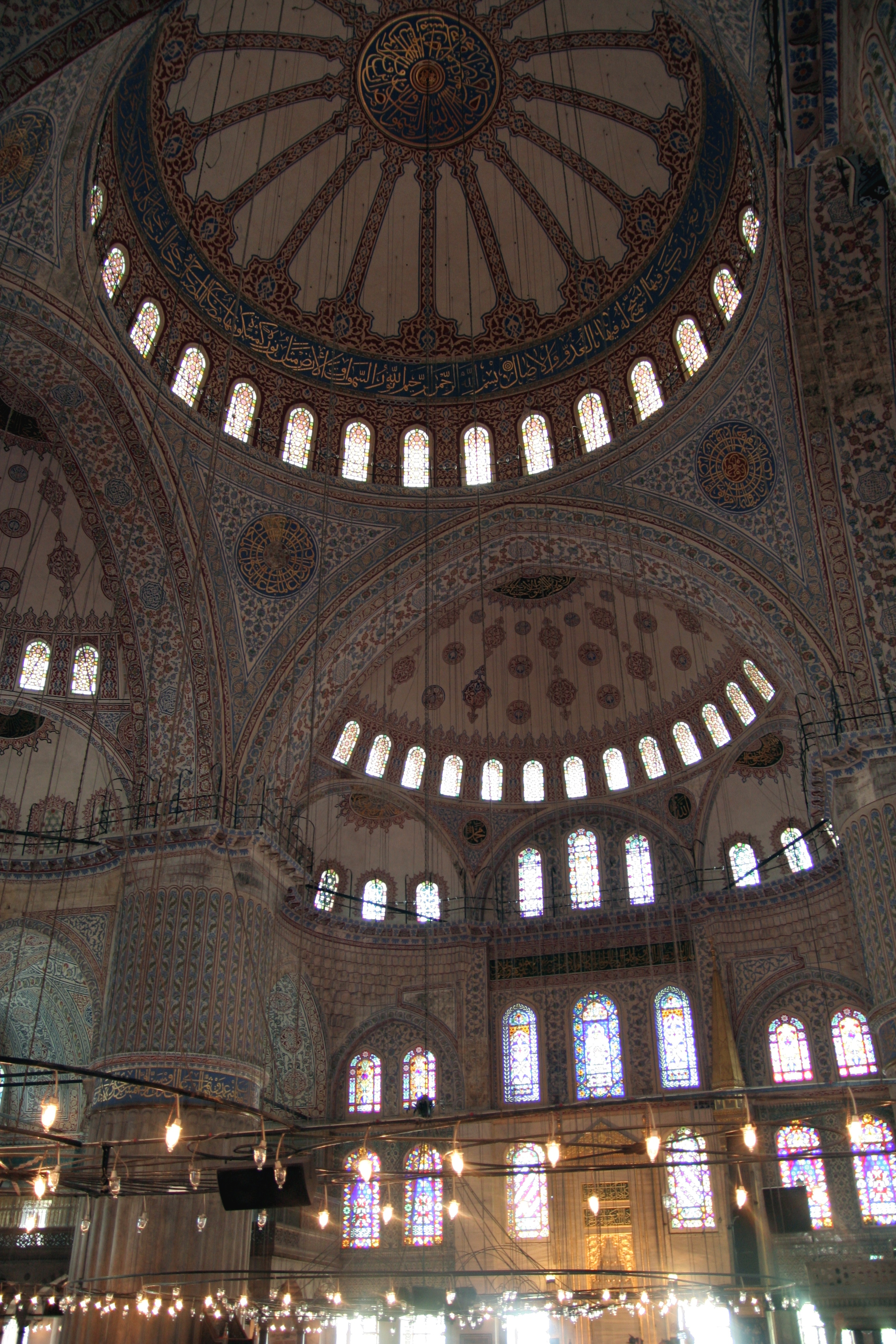
Vedere din interior
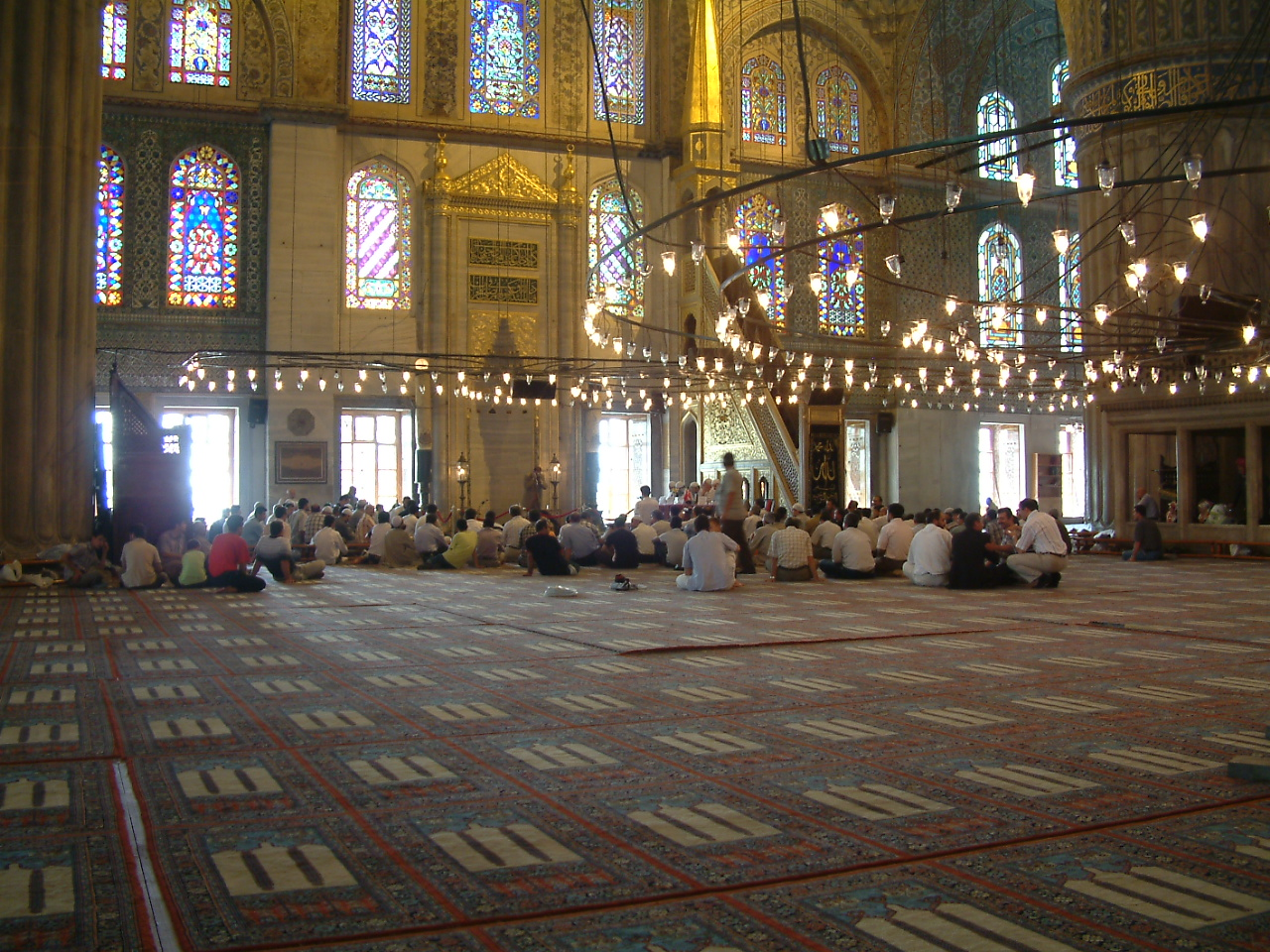
Vedere din interior